# 索莱夫特奥市镇
索莱夫特奥市镇（瑞典語：Sollefteå kommun）是瑞典北部西诺尔兰省的一个市镇。其治所位于索莱夫特奥。